# Billie Eilish
Billie Eilish Pirate Baird O'Connell (Los Ángeles, California, 18 de diciembre de 2001), conocida simplemente como Billie Eilish, es una cantante, compositora y productora musical estadounidense. Ganó la atención del público por primera vez en 2015 con su sencillo debut «Ocean Eyes», escrito y producido por su hermano Finneas O'Connell, con quien colabora en música y espectáculos en vivo. En 2017, lanzó su primer EP, Don't Smile at Me. Comercialmente exitoso, alcanzó el top 15 de las listas de éxitos en numerosos países, incluidos Estados Unidos, Reino Unido, Canadá y Australia.
El álbum de estudio debut de Eilish, When We All Fall Asleep, Where Do We Go? (2019), debutó en la cima del Billboard 200 de Estados Unidos y la Official Albums Chart de Reino Unido, y fue uno de los álbumes más vendidos del año. Su sencillo «Bad Guy» se convirtió en el primero de un artista nacido en el siglo XXI en encabezar el Billboard Hot 100 de Estados Unidos y ser certificado como diamante por la RIAA. Al año siguiente, Eilish interpretó el tema principal «No Time to Die» para la película de James Bond No Time to Die, que encabezó la UK Singles Chart y ganó el Premio de la Academia a la Mejor Canción Original en 2022. Sus sencillos posteriores «Everything I Wanted», «My Future», «Therefore I Am» y «Your Power» alcanzaron el top 10 en los EE. UU. y el Reino Unido. Su segundo álbum de estudio, Happier Than Ever (2021), encabezó las listas en 25 países. Escribió e interpretó «What Was I Made For?» para la película de fantasía Barbie (2023), que se convirtió en su segundo sencillo número uno en el Reino Unido y le valió un segundo Premio de la Academia. Su tercer álbum, Hit Me Hard and Soft (2024), fue aclamado por la crítica y generó los sencillos «Lunch» y «Birds of a Feather», que llegaron al top cinco de Estados Unidos, siendo este último su primer número uno en el Billboard Global 200.
Eilish ha recibido múltiples galardones, incluidos nueve premios Grammy, dos American Music Awards, dos Guinness World Records, tres MTV Video Music Awards, tres Premios Brit, un Premio Globo de Oro y dos Premios Óscar. Es la artista más joven en la historia de los Grammy en ganar las cuatro categorías generales de campo: Mejor artista nuevo, Grabación del año, Canción del año y Álbum del año, en el mismo año. Apareció en la lista inaugural Time 100 Next de la revista Time en 2019 y en Time 100 en 2021. Según la Recording Industry Association of America (RIAA) y Billboard, Eilish ocupa el puesto 26 entre los artistas de sencillos digitales con mayor certificación y uno de los artistas más exitosos de la década de 2010.Fue honrada como una de las 100 mujeres de la BBC en diciembre de 2022.
Eilish tiene un historial de activismo político, centrado en la concienciación sobre el cambio climático, los derechos reproductivos de las mujeres, la igualdad de género y los derechos de los animales.

## Biografía

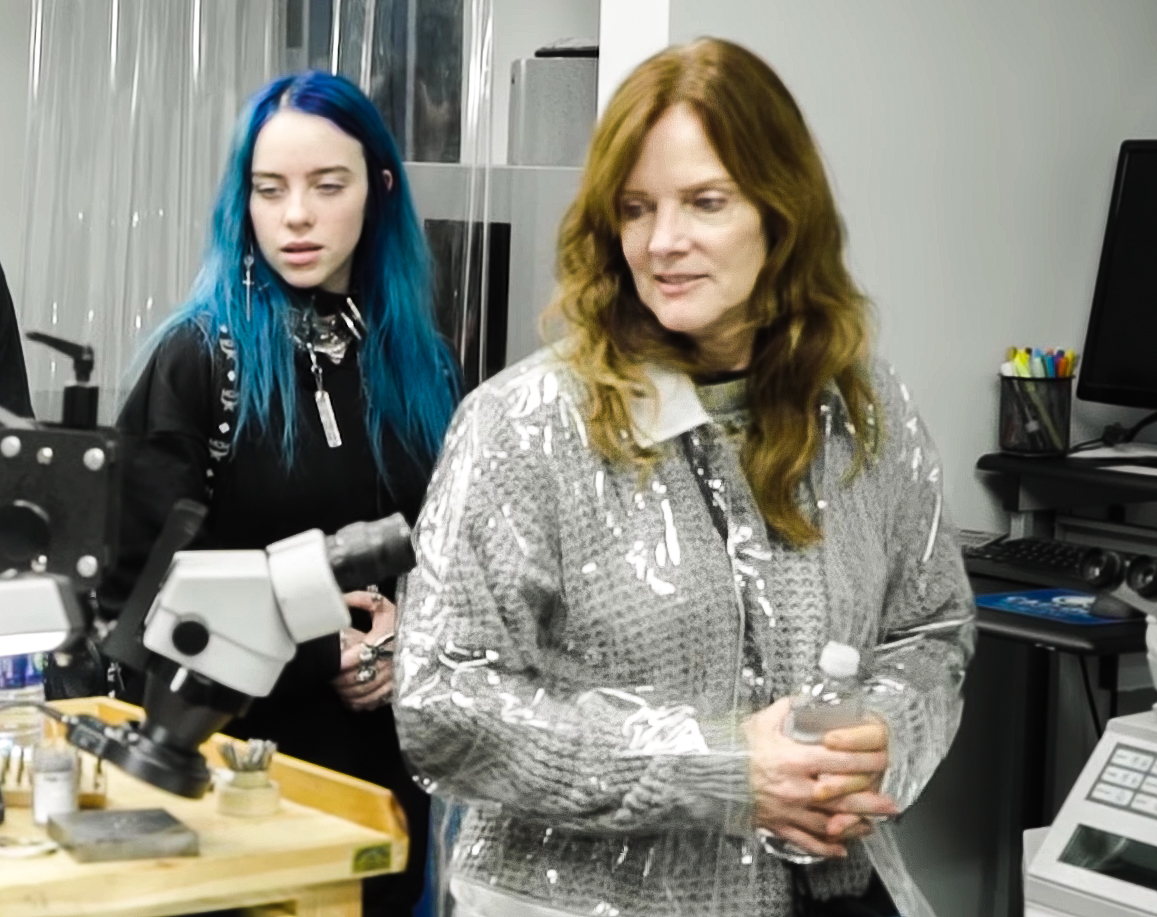
Eilish con su madre, Maggie Baird, en noviembre de 2018.

Billie Eilish Pirate Baird O'Connell nació en Los Ángeles, California, el 18 de diciembre de 2001. Es hija de la actriz y maestra Maggie Baird y del actor Patrick O'Connell, quienes también son músicos y trabajan en las giras de Eilish. Eilish es de ascendencia irlandesa y escocesa. Fue concebida mediante fertilización ''in vitro''. Su segundo nombre, Eilish, originalmente estaba destinado a ser su primer nombre, mientras que Pirate iba a ser su segundo nombre. Se crio en el barrio de Highland Park de Los Ángeles.
Eilish y su hermano Finneas fueron educados en casa por Baird, una decisión que tomaron sus padres para pasar tiempo con ellos y darles la libertad de perseguir sus intereses. Baird enseñó a Eilish y Finneas los conceptos básicos de la composición de canciones. Eilish dijo que su hermano y su madre la inspiraron a dedicarse a la música. Sus padres alentaron a los hermanos a expresarse y explorar lo que quisieran, incluido el arte, el baile y la actuación. Eilish también actuó en concursos de talentos y se unió al Coro de Niños de Los Ángeles a los ocho años. A los seis años, comenzó a tocar el ukelele. Escribió su primera canción "real" a los 11 años para la clase de composición de canciones de su madre. La canción trata sobre el apocalipsis zombi, inspirada en la serie de televisión The Walking Dead de la que tomó líneas de guion y títulos de episodios para la canción. Eilish había ido a algunas audiciones de actuación, que no le gustaban; sin embargo, disfrutó grabando diálogos de fondo para escenas de multitudes y trabajó en las películas Diary of a Wimpy Kid, Ramona and Beezus y la serie X-Men. Eilish también tomó clases de baile hasta 2016, cuando una lesión en el cartílago de crecimiento puso fin a su carrera como bailarina y se concentró en grabar música.

## Carrera artística

### 2015-2017: «Ocean Eyes» yDon't Smile at Me

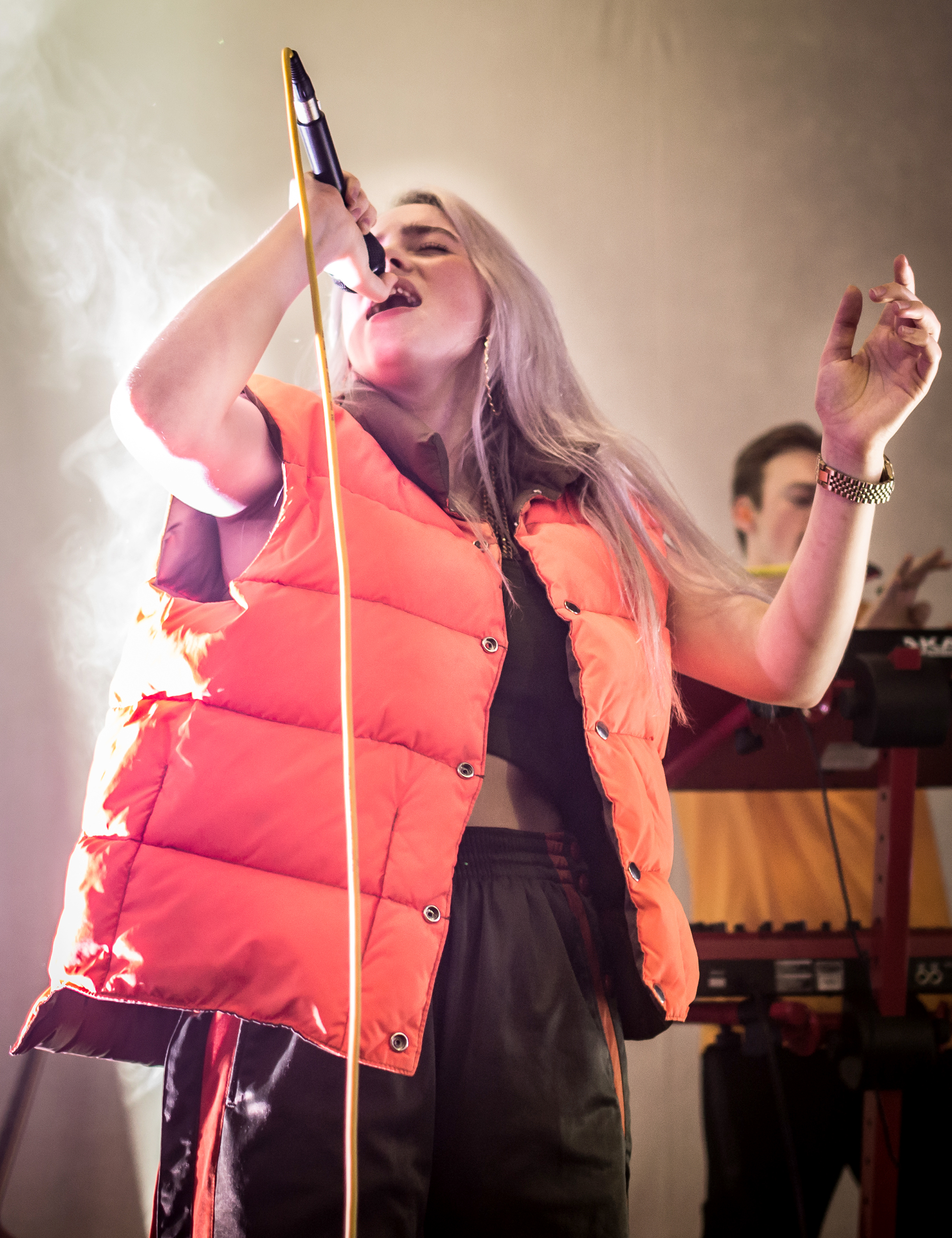
Billie Eilish en agosto de 2017 durante un concierto en Los Ángeles.

En octubre de 2015, Eilish grabó el sencillo «Ocean Eyes». El tema surgió a petición de uno de sus profesores de baile, quien le había pedido hacer una coreografía con música original. Finneas O'Connell le prestó la canción que inicialmente había compuesto para su banda, pero le propuso a Billie que ella misma la interpretara.
«Ocean Eyes» fue subida a la plataforma SoundCloud en 2015 y se convirtió en un fenómeno viral, con más de dos millones de reproducciones en Spotify en su primer año. Esto llevó a la artista a crear un canal oficial en YouTube, donde subió un videoclip y la coreografía que ella había creado. Tras firmar un contrato con Interscope Records, el tema fue publicado oficialmente el 18 de noviembre del mismo año y recibió buenas reseñas por parte de la crítica especializada, aun cuando Billie solo tenía quince años en el momento de debutar. En septiembre de 2018 obtuvo el Disco de Platino de la RIAA tras haber vendido un millón de copias.
A raíz de su éxito, Eilish publicó su tema, «Bellyache», en febrero de 2017, con un vídeo musical dirigido por Miles y AJ, estrenado el 22 de marzo de 2017. Un mes después lanzó la canción «Bored» como parte de la banda sonora de la serie Por trece razones, de Netflix, y posteriormente lanzó otros sencillos, como «Watch» y «Copycat». Todos estos trabajos fueron recopilados en el EP «Don't Smile at Me», editado por Interscope el 11 de agosto de 2017, con el que obtuvo el disco de oro de la RIAA. Adicionalmente a estos sencillos, se lanzaron las pistas «Idontwannabeyouanymore», «My Boy», «Bitches Broken Hearts» y «Party Favor».
Antes de lanzar su primer material, Eilish hizo dos giras de conciertos por Estados Unidos y fue telonera de Florence and the Machine en octubre de 2018. Después del lanzamiento del material discográfico, Eilish colaboró con el rapero estadounidense Vince Staples para un remix de «Watch» titulado «&Burn», que luego se incluyó en un relanzamiento del EP. Además, realizó una colaboración con Khalid en el tema «Lovely», publicado en la banda sonora de la segunda temporada de Por trece razones.

### 2018-2020:When We All Fall Asleep, Where Do We Go?

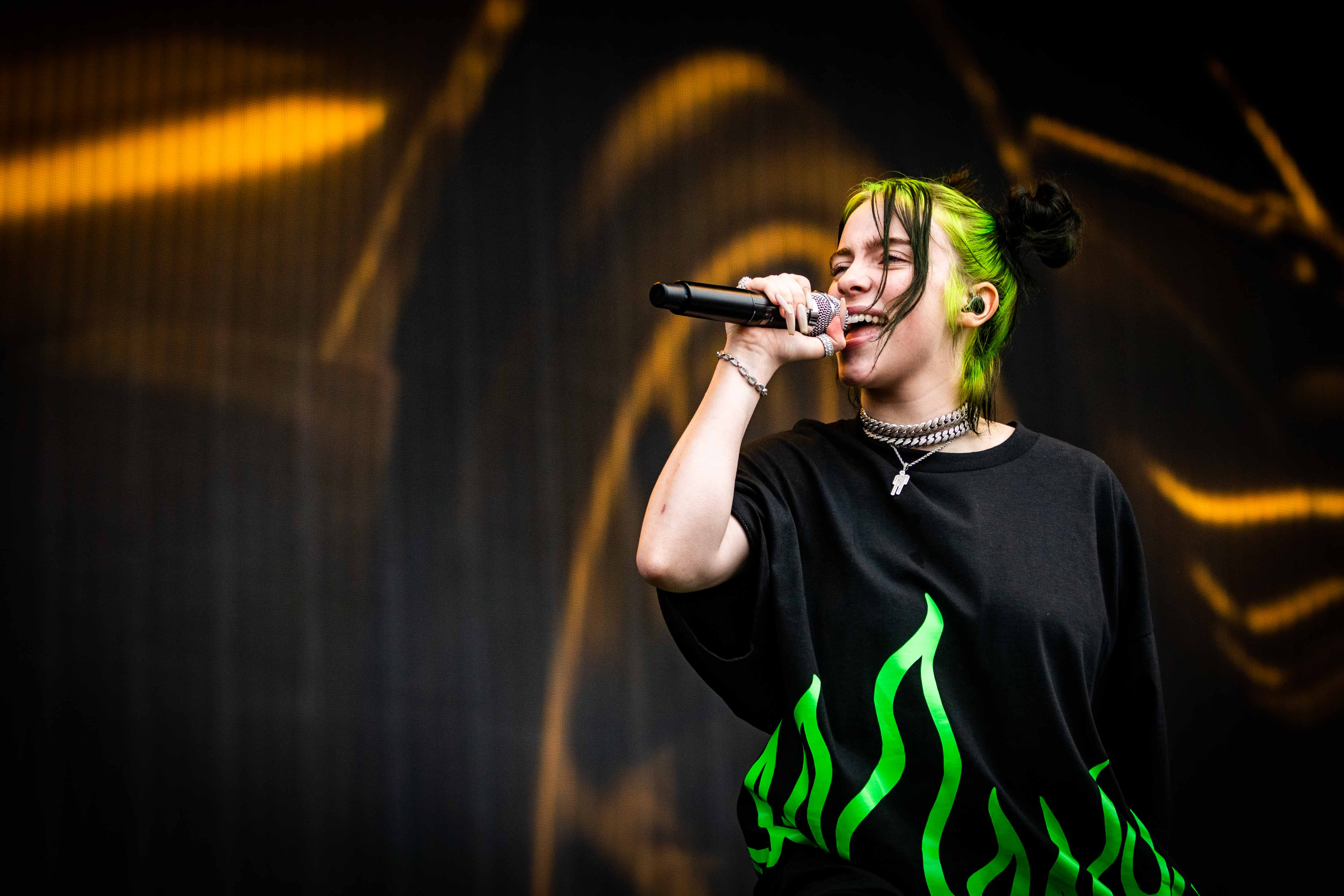
Eilish presentándose en Bélgica en agosto de 2019.

En febrero de 2018, Eilish se embarcó en su segunda gira de conciertos principal, la gira Where's My Mind Tour, que concluyó en abril de 2018. «Bitches Broken Hearts» se relanzó en todo el mundo el 30 de marzo de 2018. Para el Record Store Day de 2018, Eilish lanzó «Party Favor» en un vinilo rosa de 7 pulgadas, junto con una versión de «Hotline Bling», escrita por el rapero canadiense Drake como cara B. Eilish colaboró con el cantante estadounidense Khalid para el sencillo «Lovely», que se lanzó el 19 de abril de 2018 y se agregó a la banda sonora de la segunda temporada de 13 Reasons Why. Más tarde lanzó «You Should See Me in a Crown», en julio de 2018. En julio del mismo año, Eilish actuó en el Mo Pop Festival.
El día del lanzamiento de su sencillo «When the Party's Over», Eilish apareció en la serie de videos de cuestionarios rápidos «73 preguntas» de Vanity Fair de Joe Sabia, quien revisó una entrevista anterior de octubre de 2017. El video resultante fue una cápsula del tiempo de lado a lado de ambas entrevistas que muestra su crecimiento en popularidad durante un año. Firmó un contrato de talento con Next Management para patrocinios de moda y belleza en octubre de 2018. Fue incluida en la lista Forbes 30 Under 30 de 2018 en noviembre de ese año, y lanzó el sencillo «Come Out and Play» en noviembre de 2018, que fue escrito para un comercial de Apple con tema navideño. A principios de enero de 2019, Don't Smile at Me alcanzó los 1.000 millones de reproducciones en Spotify, lo que la convirtió en la artista más joven en superar los 1.000 millones de reproducciones en un proyecto. Ese mes, Eilish lanzó «Bury a Friend» como el tercer sencillo de su álbum debut When We All Fall Asleep, Where Do We Go?, junto con «When I Was Older», un sencillo inspirado en la película Roma de 2018, que apareció en el álbum recopilatorio Music Inspired by the Film Roma. En febrero, Eilish se asoció con YouTube para una miniserie documental titulada «A Snippet Into Billie's Mind». «Wish You Were Gay», su cuarto sencillo del álbum, fue lanzado el 4 de marzo de 2019.
When We All Fall Asleep, Where Do We Go? fue puesto en libertad el 29 de marzo de 2019. Spotify lanzó una «campaña de varios niveles detrás del álbum», creando una lista de reproducción multimedia y «nuevas características del producto» que, según Spotify, «permiten contenido de video vertical, activos personalizados e historias editoriales, todo con el objetivo de crear contenido más significativo y contexto atractivo para los fanáticos [de Eilish]». En Los Ángeles, Spotify creó una «experiencia de álbum mejorada emergente», que incluía diferentes ilustraciones y una experiencia «multisensorial» de cada pista para los fanáticos. El álbum debutó en la cima del Billboard 200, así como en la lista de álbumes del Reino Unido, convirtiendo a Eilish en la primera artista nacida en la década de 2000 en tener un álbum número uno en los Estados Unidos, y la mujer más joven en tener un álbum número uno en Estados Unidos, y la mujer más joven en tener un álbum número uno en el Reino Unido. Tras el debut del álbum, Eilish rompió el récord de la mayoría de las listas Hot 100 simultáneas de una artista femenina, con 14, después de cada canción del álbum, excluyendo «Goodbye», que figura en el Hot 100. A raíz de su debut, el diario The Guardian llegó a definirla como «el icono pop que define la ansiedad adolescente en el siglo XXI». El quinto sencillo del álbum, «Bad Guy», fue lanzado junto con el álbum. En julio de 2019 se lanzó un remix de la canción con Justin Bieber. En agosto, Bad Guy alcanzó el puesto número uno en los Estados Unidos y puso fin al récord de 19 semanas de Lil Nas X en el número uno con «Old Town Road». Es la primera artista nacida en la década de 2000 y la artista más joven desde Lorde (con «Royals») en tener un sencillo número uno.

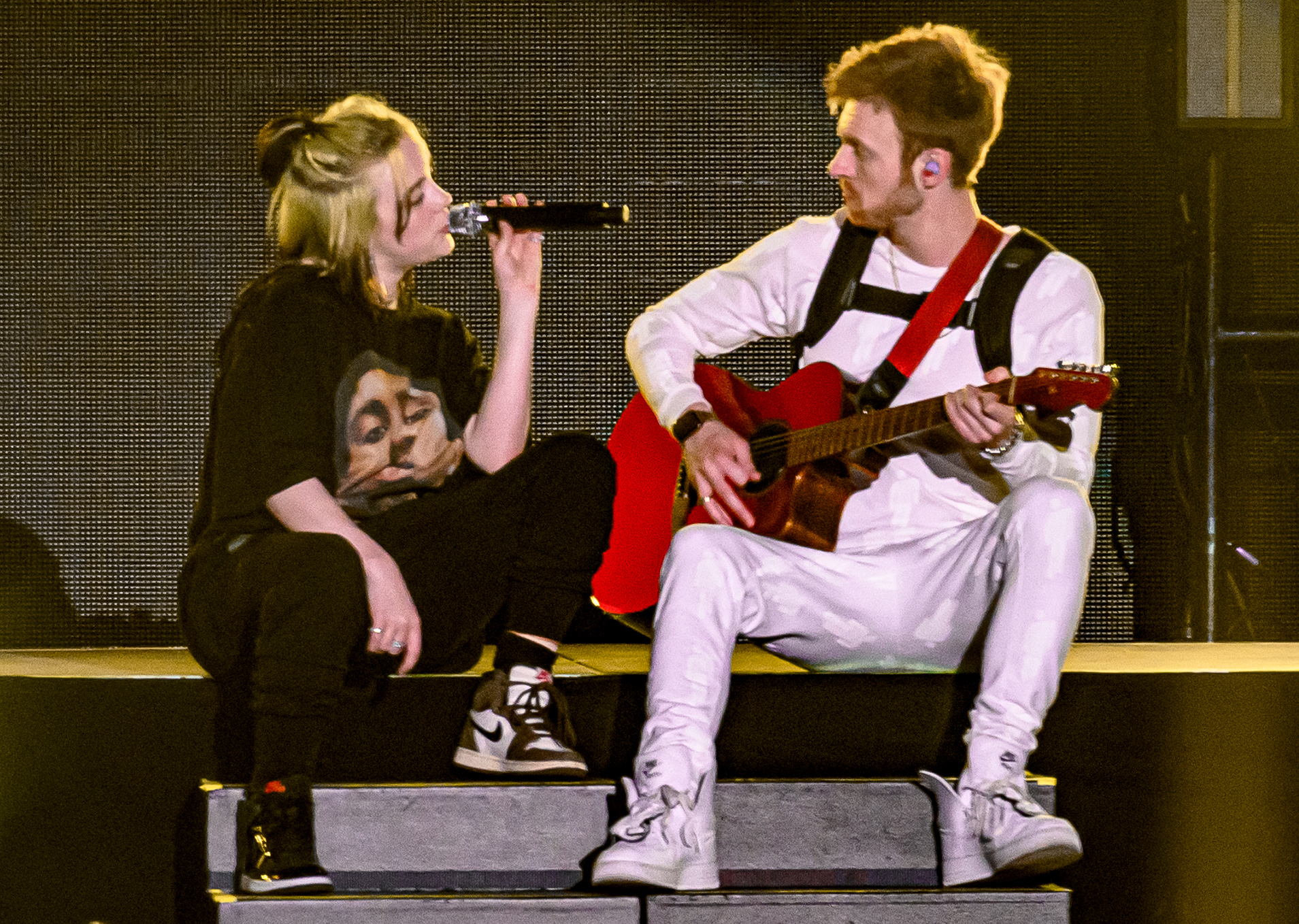
Eilish (izquierda) en 2020 con su hermano Finneas O'Connell, quien produjo y coescribió el álbum.

Eilish comenzó su gira When We All Fall Asleep Tour en el Festival de Coachella en abril de 2019, y la gira concluyó el 17 de noviembre de 2019 en la Ciudad de México. En agosto de 2019, Eilish se asoció con Apple Music para Music Lab: Remix Billie Eilish, parte de las sesiones de Music Lab de Apple Stores durante las cuales los fanáticos deconstruyeron su canción «You Should See Me In A Crown" y aprendieron a crear su propio remix en Apple y GarageBand. El 27 de septiembre de 2019, Eilish anunció su Where Do We Go? World Tour. La gira comenzó en Miami el 9 de marzo de 2020 y tuvo dos presentaciones más el 10 de marzo en Orlando y el 12 de marzo en Raleigh respectivamente, antes de que Eilish terminara la gira prematuramente debido a la pandemia de COVID-19. La gira estaba programada para concluir en Yakarta el 7 de septiembre.
El 7 de noviembre de 2019, Third Man Records de Jack White anunció que el sello lanzaría un álbum acústico en vivo de la actuación de Eilish desde Blue Room del sello discográfico, vendido exclusivamente en vinilo en las tiendas minoristas de Third Man en Nashville, Tennessee y Detroit, Míchigan. El 13 de noviembre de 2019, lanzó su próximo sencillo, «Everything I Wanted». El 20 de noviembre de 2019, Eilish fue nominada a seis premios Grammy, incluidos Grabación del año y Canción del año por «Bad Guy», así como Álbum del año y Mejor artista nuevo. A los 17 años, se convirtió en la artista más joven en ser nominada en las cuatro categorías generales. En el mismo mes, Eilish fue coronada como la Mujer del año de Billboard de 2019.

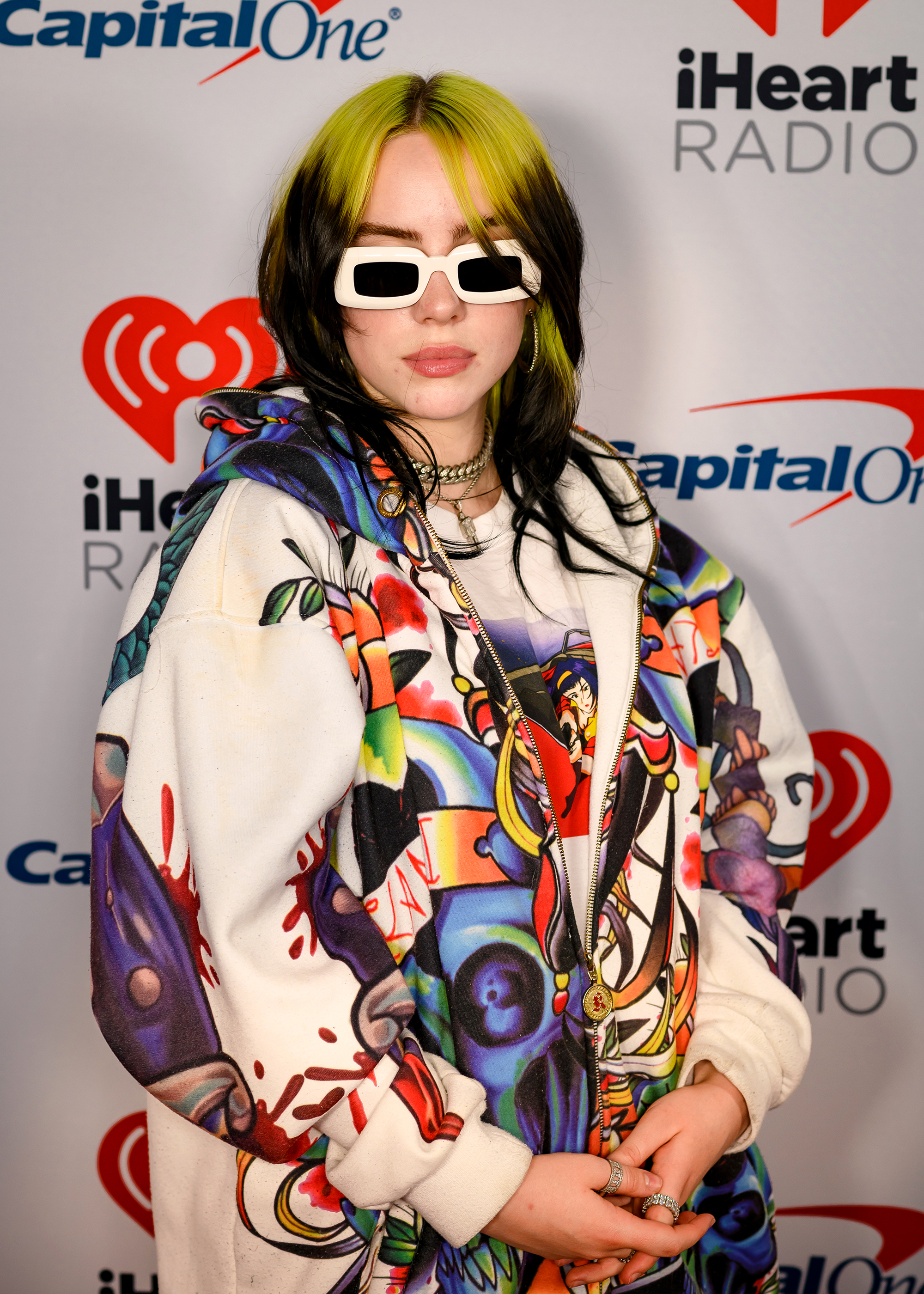
Eilish en el concierto de ALTer EGO en enero de 2020.

El 14 de enero de 2020, Eilish fue anunciada como intérprete de la canción principal de la 25.ª entrega de la franquicia cinematográfica de James Bond, No Time to Die, escrita y producida con su hermano. Con este anuncio, Eilish se convirtió en la artista más joven en escribir e interpretar un tema musical de James Bond. Poco después, se convirtió en el segundo tema de Bond en encabezar las listas oficiales británicas y el primer tema de Bond interpretado por una artista femenina en hacerlo. También fue el primer sencillo número uno de Eilish en el Reino Unido. En la 62.ª edición de los Premios Grammy, se convirtió en la persona más joven en ganar las cuatro categorías principales de los premios Grammy: Mejor artista nuevo, Grabación del año, Canción del año y Álbum del año, en el mismo año. Durante la pandemia de COVID-19, Eilish y su hermano actuaron tanto para el Living Room Concert for America de iHeart Media, como para la serie de conciertos Together at Home de Global Citizen, cantando una versión de «Sunny» de Bobby Hebb para este último. Ambos conciertos virtuales fueron un esfuerzo para crear conciencia y recaudar fondos para combatir la enfermedad. El 10 de abril de 2020, Universal Music Group envió «Ilomilo» a las exitosas estaciones de radio italianas contemporáneas, como el séptimo y último sencillo de When We All Fall Asleep, Where Do We Go?. El 30 de julio de 2020, Eilish lanzó «My Future», su primer lanzamiento original desde «No Time to Die», junto con un video animado. En 2020, se convirtió en la persona más joven en aparecer en la lista Forbes Celebrity 100, con ganancias de $53 millones. En septiembre de 2020, Eilish lanzó una colección de ukeleles de marca con el fabricante de guitarras Fender.
En octubre de 2020, Eilish anunció un concierto en vivo titulado Where Do We Go? The Livestream se emitió desde Los Ángeles el 24 de octubre de ese mismo año, y las ganancias de la mercancía del programa recaudaron fondos para apoyar a los miembros del equipo del evento afectados por la pandemia de COVID-19. En una entrevista de Vanity Fair, Eilish dijo que estaba trabajando en «dieciséis canciones nuevas y amándolas a todas», revelando un próximo proyecto musical. Eilish ganó tres Billboard Music Awards el 24 de octubre: Billboard Music Award a Mejor artista femenina, Billboard Music Award a Mejor álbum Billboard 200 (When We All Fall Asleep, Where Do We Go?) y Billboard Music Award a Mejor artista nuevo, de las 12 a las que estaba nominada. En ese mismo mes, también anunció un nuevo sencillo, titulado «Therefore I Am», que fue lanzado junto con su video musical el 12 de noviembre de 2020. Eilish interpretó «Therefore I Am» y «My Future» en el Jingle Ball en diciembre de 2020.

### 2021-2023:Happier Than EveryGuitar Songs
«Lo vas a olvidar», un sencillo que presenta a Rosalía como parte de la banda sonora de Euphoria de HBO, se lanzó en enero de 2021, casi dos años después de la presentación inicial de la canción. El documental dirigido por R. J. Cutler Billie Eilish: The World's a Little Blurry se estrenó en Apple TV+ y en cines selectos. La película fue elogiada por la crítica y los aficionados por su mirada en profundidad a la vida personal de Eilish durante su ascenso a la fama. En la 63.ª edición de los Premios Grammy, Eilish se llevó a casa dos premios: el Premio Grammy a la mejor canción escrita para medios visuales, por su tema Bond y el Premio Grammy a la Grabación del año por su sencillo de 2019 «Everything I Wanted». En su discurso de aceptación de Grabación del año, Eilish dijo que Megan Thee Stallion «merecía ganar», pero aun así agradeció a sus fanáticos y a su hermano Finneas por su premio.
El 27 de abril de 2021, Eilish anunció en su cuenta de Instagram que su segundo álbum, Happier Than Ever, se lanzaría el 30 de julio y la lista de canciones estaría disponible en Apple Music. El álbum fue lanzado en varios formatos, incluidos vinilos coleccionables y casetes de colores. El lanzamiento del álbum estuvo precedido por cinco sencillos: «My Future», «Therefore I Am», «Your Power», «Lost Cause» y «NDA», y fue acompañado por el título pista. El 2 de diciembre de 2021, Eilish anunció una versión en vinilo ecológica de edición limitada de Happier Than Ever hecha con restos de vinilo reciclado. El artículo de colección solo estuvo disponible en varias tiendas Gucci en todo el mundo e incluía adhesivos para uñas con la marca Gucci diseñados por el director creativo de la marca, Alessandro Michele. Para promover aún más el álbum, Eilish trabajó con Disney+ para la película del concierto Happier Than Ever: A Love Letter to Los Angeles, lanzada en septiembre de 2021, y se embarcó en Happier Than Ever, The World Tour, que comenzó en febrero de 2022.
En junio de 2021, Eilish fue criticada por videos en los que pronunciaba el insulto antiasiático «chink» mientras sincronizaba los labios con la canción "Fish" de Tyler, the Creator, y por usar blaccent e inglés vernáculo afroamericano. Eilish también fue acusada de queerbaiting después de usar la leyenda «Me encantan las chicas» para promocionar el video musical de «Lost Cause». El 22 de junio, publicó una disculpa en las historias de Instagram por su uso de «chink», diciendo que estaba «consternada y avergonzada» por el video y que tenía «13 o 14» en ese momento y no sabía que el insulto era un término despectivo. También abordó un video separado de lo que se vio como su burla de un acento asiático, y escribió que en realidad estaba «hablando con una tonta voz inventada». Reflexionando sobre los eventos en una entrevista de julio de 2021, Eilish declaró: «Dije tantas cosas entonces con las que no estoy totalmente de acuerdo ahora, o pienso lo contrario. Lo más extraño es que nada desaparece una vez que está en Internet. [...] Cuando eres un jodido adolescente, realmente no te conoces a ti mismo [...] En realidad, no sabía cómo me sentía realmente. Así que se me ocurrió esta fachada que me apegué».

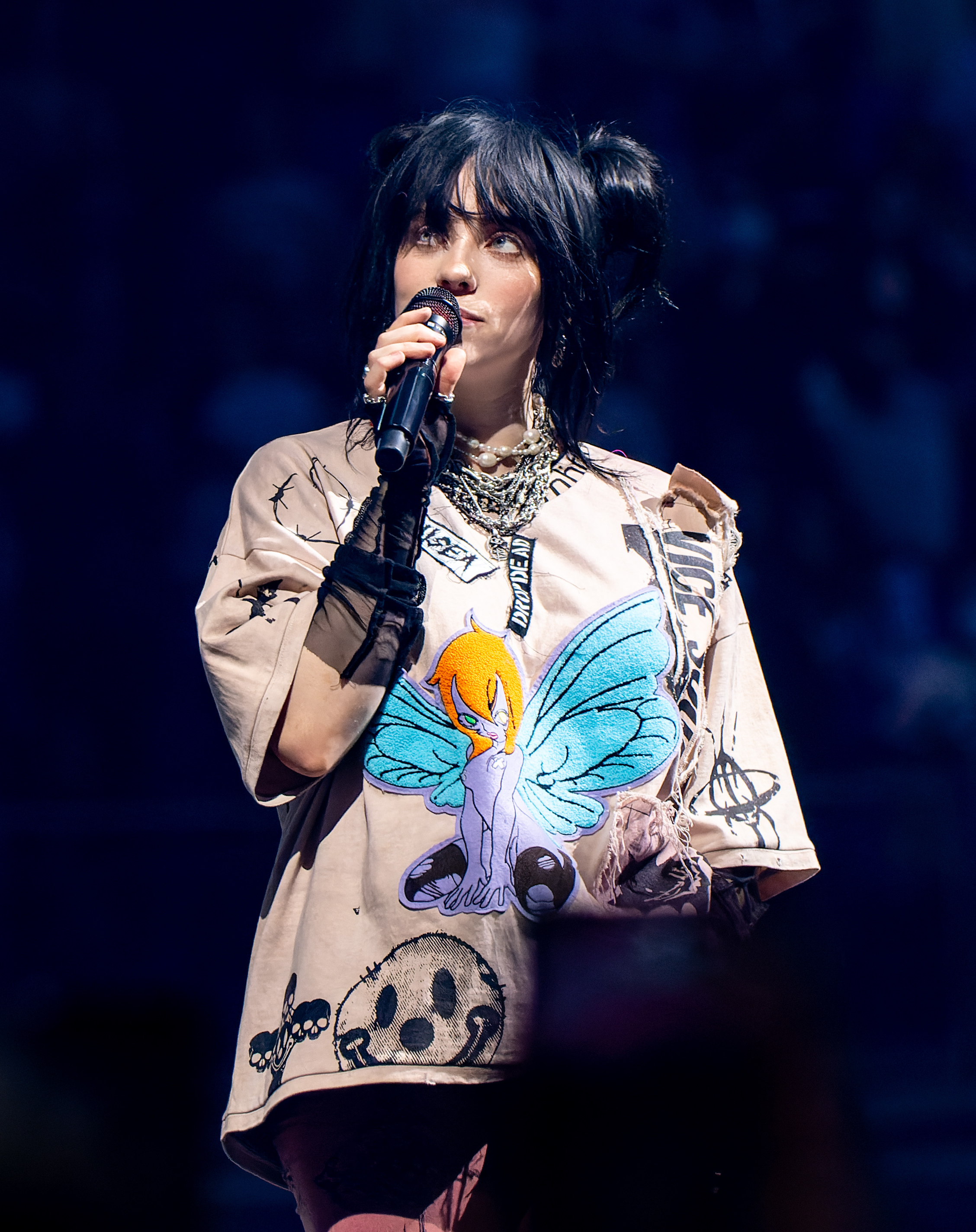
Eilish durante el Happier Than Ever, The World Tour (2022).

Eilish comenzó a formular ideas para las canciones de su tercer álbum de estudio con Finneas en diciembre de 2021. En una entrevista de julio de 2022 con Zane Lowe para Apple Music, comentó que esperaba comenzar a escribir el álbum en 2023. Durante 2022, Eilish se convirtió en la cabeza de cartel más joven hasta la fecha en dos festivales, específicamente Glastonbury y Coachella. Ese año se estrenó la película de Pixar Turning Red, para la que ella y Finneas escribieron tres canciones. Estos son «Nobody Like U», «U Know What's Up» y «1 True Love», que son interpretados por la banda ficticia de chicos de Turning Red, 4*Town.
En junio de 2022, durante el espectáculo de Mánchester de su gira mundial, Eilish debutó con la balada inédita «TV». La canción hace referencia a la anulación de Roe v. Wade, un caso que hizo del aborto un derecho constitucional en los Estados Unidos. Al mes siguiente, el 21 de julio, lanzó por sorpresa el EP de dos pistas Guitar Songs, que incluye «TV» junto con «The 30th». Eilish explicó su decisión de lanzar por sorpresa el EP durante la entrevista con Lowe. Ella le dijo que aunque el trabajo en su tercer álbum de estudio llegaría pronto, se negaba a esperar hasta ese momento para poner «TV» y «The 30th» en una lista de canciones. Quería difundir sus mensajes a sus fanáticos lo antes posible, destacando la inmediatez de sus letras: «Estas canciones son realmente actuales para mí, y son canciones que quiero que se digan en este momento». Otra razón era que Eilish se había cansado de hacer una promoción pesada y tradicional para la próxima música. Quería lanzar canciones como lo había estado haciendo al principio de su carrera, presentándolas a los fanáticos en conciertos en vivo antes de lanzarlas sin mucho marketing.
Eilish trabajó con Apple Music para presentar en exclusiva una película de uno de los conciertos de la gira Happier Than Ever, específicamente uno de sus shows en el O2 Arena de Londres. Ella presentó la película como una forma para que los fanáticos que se perdieron las entradas experimentaran la gira por sí mismos, queriendo que más personas la reconocieran por su talento para el espectáculo en vivo. Tres conciertos, titulados Happier Than Ever, The Hometown Encore, se llevaron a cabo en el Kia Forum en Inglewood, California, del 13 al 16 de diciembre de 2022.
Eilish hizo su debut actoral en Swarm de Amazon Prime Video. Interpretó el papel de Eva, la líder de un culto inspirado en NXIVM, y recibió críticas positivas por su personaje.
El 13 de julio de 2023, Ellish lanzó su sencillo para la banda sonora del álbum Barbie: The Album, titulado «What Was I Made For?».Al año siguiente, en 2024, recibió cinco nominaciones en la 66.ª edición de los Premios Grammy, incluida grabación del año, y ganó como canción del año (que se convirtió en la primera canción de una película desde «My Heart Will Go On» de Titanic, cantada por Celine Dion, en ganar en esta categoría)y mejor canción escrita para medios visuales. Y también ganó el Óscar a la mejor canción original en la 96.ª edición de los Premios Óscar. En abril de 2024, se anunció que haría una colaboración con el videojuego Fortnite, donde tendrá su propia skin.

## Arte e influencias

### Estilo musical, composición y vídeos musicales

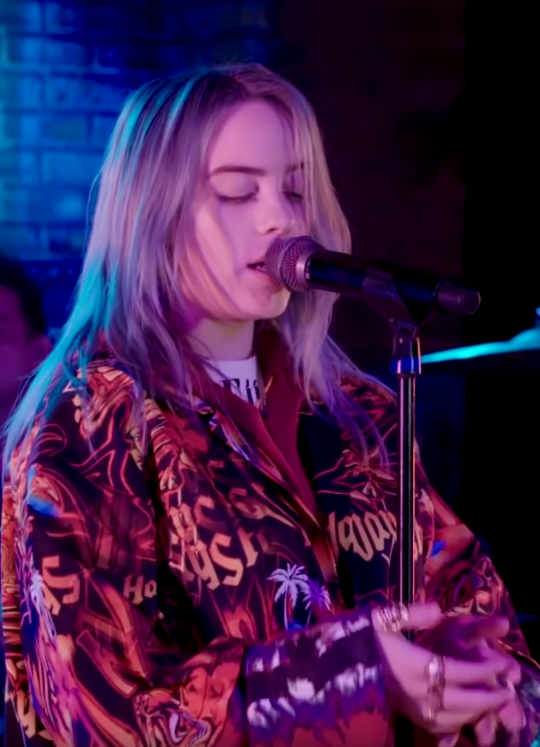
Eilish actuando para MTV en 2019.

Eilish tiene un rango vocal de soprano. Avery Stone de Noisey describió su voz como «etérea», y Maura Johnston de Rolling Stone la caracterizó como «susurrante». Doreen St. Félix de The New Yorker opinó que tiene una «voz ronca y arrastrada que puede adelgazar hasta convertirse en aflautada». El crítico musical Robert Christgau escribió que si bien Eilish es musical y comercialmente pop, su marca también «nos recuerda cuán amorfo se ha vuelto [el pop]», describiendo a su soprano como «demasiado diminuta para la calistenia vocal», y agregó que su «versión lúdica de la angustia adolescente gótica» y su «álbum debut saturado electro» cautivaron a una audiencia diversa. Su música incorpora pop, dark pop, electropop, emo pop, pop experimental, pop gótico, indie pop, teen pop, y pop alternativo.
Eilish y su hermano, Finneas, colaboran en la composición de canciones. Finneas escribe para los álbumes de Eilish, produce su música y también actúa en espectáculos en vivo. A Eilish y Finneas «les gusta inventar cosas y convertirse en personajes» y «tener canciones que son realmente ficticias». Eilish dijo que varias de las canciones también se derivan de sus experiencias y las de Finneas. Intentan escribir letras «realmente interesantes y conversacionales»: «Intentamos decir cosas que no tienen que ser tan profundas [...] pero dices algo mucho más profundo de cierta manera que tiene sentido, pero no lo has hecho». Realmente no pensé en ello». Finneas ha declarado que cuando escribe para su hermana, su objetivo es «escribir [canciones] con las que creo que ella se identificará y disfrutará cantando y empatizará con las letras y las hará propias». Cuando escribe con Eilish, intenta «ayudarla a contar cualquier historia que esté tratando de contar, intercambiar ideas con ella, escuchar sus ideas» y usar un lenguaje que se ajuste a su voz al contar la historia.
Eilish había querido dirigir sus propios vídeos musicales desde los 14 años, pero inicialmente no se le dio la oportunidad por falta de experiencia. En 2019 debutó como directora con el vídeo de su canción «Xanny».

### Influencias
Eilish creció escuchando a The Beatles, Justin Bieber, Green Day, The 1975, Arctic Monkeys, Linkin Park y Lana Del Rey. Ella ha dicho que tropezar con «Runaway» de Aurora en YouTube la inspiró a seguir una carrera musical. El hip hop es su género favorito y su mayor inspiración.
Ella ha contado que Matty Healy fue una de sus primeras inspiraciones: «Su programa es el segundo al que asistí en mi vida. Cambió mucho quién soy yo y cómo escribo música». También ha citado a Tyler, the Creator, Childish Gambino y Avril Lavigne como principales influencias musicales y de estilo. Otras influencias incluyen a Adele, Earl Sweatshirt, James Blake, Amy Winehouse, las Spice Girls, Lorde, Marina and the Diamonds, Britney Spears, Taylor Swift, Nicki Minaj, XXXTentacion y Twenty One Pilots. También ha mostrado aprecio por Paramore después de invitar a Hayley Williams a unirse a su presentación durante la primera presentación de Williams en Coachella para interpretar una versión acústica de «Misery Business» y cantar «Happier Than Ever». Eilish también nombró a Rihanna como una inspiración para sus elecciones de estilo después de que ella llamara a la moda su «mecanismo de defensa» durante un discurso de aceptación. También le ha dado crédito a Damon Albarn por cambiar su forma de ver la creación artística y musical.
Eilish ha sido comparada en los medios con Lavigne, Lorde y Del Rey, esta última con quien dice que no quiere que la comparen, diciendo: «Esa mujer ha hecho que su marca sea tan perfecta durante toda su carrera y no debería tener que escuchar eso». Eilish dijo que el álbum de Ariana Grande de 2019, Thank U, Next, la inspiró a seguir haciendo música.

## Imagen pública

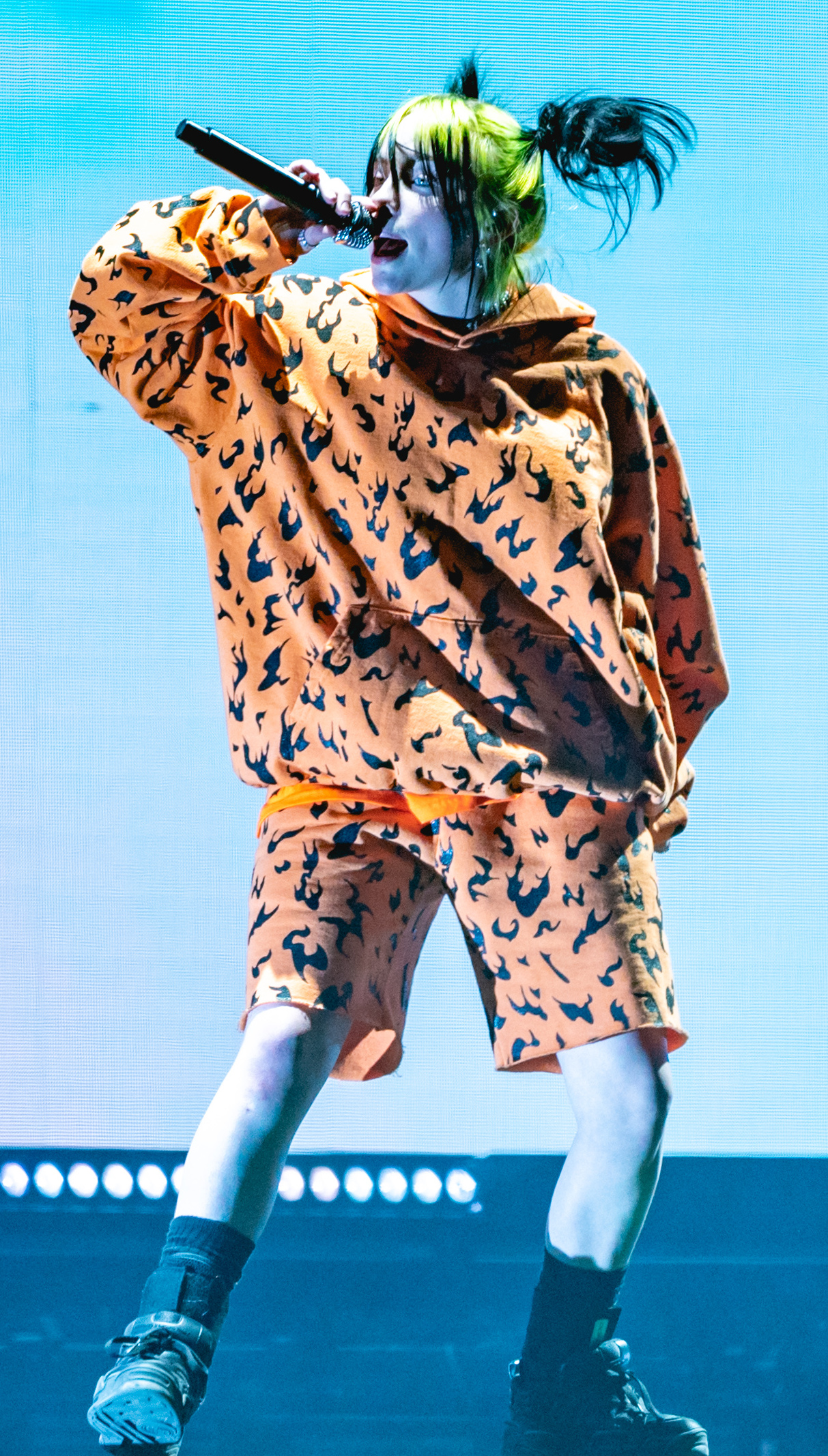
Eilish actuando en noviembre de 2019.

Según Kenneth Womack en 2019, Eilish había "apostado su reclamo como la reina reinante del electropop" con su álbum debut y "había sido criticada de diversas maneras por ser precoz y la niña del cartel de la angustia tardía de la adolescencia. Pero en verdad, no es nada de eso".

#### Moda
Gran parte de la atención de los medios en torno a Eilish se ha centrado en su estilo de moda, que consiste principalmente en ropa holgada, colorida y de diseños extravagantes. En 2017, Eilish declaró que le gusta vestirse fuera de su zona de confort para sentir que capta la atención de todos a su alrededor. Trata de ser "realmente diferente a mucha gente" y se viste de manera opuesta a la que usan los demás. Con el objetivo de "lucir memorable", Eilish dijo que "demostró a la gente que [ella] es más importante de lo que creen" y que le gusta ser "un poco intimidante, para que la gente escuche". En 2019, declaró: "Con el tiempo, se ha convertido en algo "Billie Eilish, la chica espeluznante, extraña y aterradora". Y eso no me gusta. Es poco convincente. No quiero quedarme en una sola cosa".
En mayo de 2019, Eilish apareció en un anuncio de Calvin Klein, en el que mencionó que se viste con ropa holgada para evitar que la gente la avergüence. En un show en vivo de marzo de 2020 en Miami, como parte de Where Do We Go? Tour, Eilish estrenó un cortometraje titulado Not My Responsibility que aborda sus experiencias de vergüenza corporal. Not My Responsibility se subió más tarde al canal de YouTube de Eilish en mayo de 2020.

#### Marketing
En abril de 2019, Eilish lanzó su colección de ropa en colaboración con Takashi Murakami, inspirada en su video musical de "You Should See Me in a Crown", también dirigido y animado por Murakami, así como una figura de vinilo de edición limitada de ella misma del video. Eilish también colaboró con Adobe Creative Cloud el mismo mes para una serie de anuncios y un concurso de arte en las redes sociales, donde los usuarios enviarían obras de arte con la etiqueta "#BILLIExADOBE".
Eilish apareció en el debut de la campaña publicitaria "Hablo mi verdad en #MyCalvins" de Calvin Klein en mayo de 2019, así como en la campaña "Seize the Awkward" del Ad Council, una serie de anuncios de servicio público dirigidos a la conciencia sobre la salud mental. Ella encabezó la campaña publicitaria de otoño de 2019 de MCM Worldwide en julio de 2019, y más tarde ese mes, colaboró con la marca de ropa Freak City con sede en Los Ángeles para una línea de ropa. También en julio de 2019, actuó en una cena organizada por Chanel en Shelter Island para celebrar el club de yates emergente de la marca.
En agosto de 2019, se asoció con Apple para permitir que los clientes de Apple Store experimenten con su canción "You Should See Me in a Crown" en las sesiones de Music Lab en sus tiendas. La colaboración de Eilish con la compañía de ropa Siberia Hills generó controversia después de que se revelase que la compañía había usado diseños plagiados de fan art del personaje Nozomi Tojo de Love Live! School Idol Project, dibujado por el artista Makoto Kurokawa, para la línea de ropa de Eilish. Más tarde, la marca aclaró que la propia Eilish no tenía conocimiento del plagio.

## Vida personal
A partir de 2020, Eilish continúa viviendo con sus padres y su hermano en el vecindario Highland Park de Los Ángeles. Ha comentado que padece síndrome de Tourette, depresión, y experimenta sinestesia. En una entrevista de radio de 2020, sus padres revelaron que consideraron llevarla a terapia por su obsesión infantil con Justin Bieber.
Eilish sufrió abuso sexual por parte de alguien mayor que ella cuando era niña y se ha negado a revelar detalles específicos al respecto.
Se crio como vegetariana antes de convertirse en vegana en 2014.
En diciembre de 2023 en una entrevista con Variety habló sobre su sexualidad, aclarando que se considera bisexual.

#### Activismo
Eilish es una defensora de los derechos de los animales y el veganismo; ha criticado las industrias de los lácteos, la lana y las pieles de visón. En el 2019 ganó el premio PETA a la Mejor voz para animales por su activismo.
Eilish ha hablado en múltiples ocasiones sobre los derechos de las mujeres. Como promotora de la positividad corporal, escribió y produjo el cortometraje Not My Responsibility en 2020 en respuesta a la humillación corporal hacia ella y a los estándares dobles impuestos sobre la apariencia de las mujeres. «Your Power», uno de sus sencillos de 2021, critica la explotación sexual de las mujeres jóvenes, principalmente por parte de hombres que tienen poder sobre ellas. Eilish se asocia con el movimiento de derecho al aborto en los Estados Unidos; expresó su rabia cuando Texas implementó sus leyes antiaborto en 2021. Durante el festival de Glastonbury de 2022, interpretó «Your Power» para condenar la anulación del Caso Roe contra Wade. Habló sobre la decisión: «Hoy es un día muy oscuro para las mujeres en los Estados Unidos. Sólo voy a decir eso porque no puedo soportar pensarlo por más tiempo en este momento». Incluyó una referencia a la anulación de Roe v. Wade en su canción de 2022 «TV», gran parte de la cual escribió después de que se filtrara un borrador de la decisión judicial en línea en mayo.
En 2020, se involucró en el apoyo a los derechos de voto de Estados Unidos. Eilish sugirió que sus fanáticos eligieran un grupo que trabaje para registrar votantes para apoyar. En agosto de 2020, Eilish actuó en la Convención Nacional Demócrata de 2020 y anunció su respaldo a la campaña presidencial de Joe Biden.

## Filmografía
| Año  | Título                                          | Papel      | Notes                                        | Ref.    |
| ---- | ----------------------------------------------- | ---------- | -------------------------------------------- | ------- |
| 2020 | No es mi responsabilidad                        | Ella misma | Cortometraje; también escritora y productora |         |
| 2020 | Coachella: 20 Years in the Desert               | Ella misma | Documental                                   | [ 182 ] |
| 2021 | Billie Eilish: The World's a Little Blurry      | Ella misma | Documental                                   | [ 183 ] |
| 2021 | Happier Than Ever: A Love Letter to Los Angeles | Ella misma | Película de concierto                        | [ 184 ] |
| 2022 | When Billie Met Lisa                            | Ella misma | Voz; cortometraje                            |         |

| Año  | Título                   | Papel      | Notes                                                | Ref.    |
| ---- | ------------------------ | ---------- | ---------------------------------------------------- | ------- |
| 2019 | Saturday Night Live      | Ella misma | Episodio: "Woody Harrelson/Billie Eilish"            |         |
| 2020 | Justin Bieber: Seasons   | Ella misma | Episodio: "The Finale"                               |         |
| 2021 | Saturday Night Live      | Ella misma | Episodio: "Billie Eilish"                            | [ 185 ] |
| 2022 | Sesame Street            | Ella misma | Episodio: "Elmo's Number Adventure"                  |         |
| 2023 | Swarm                    | Eva        | Episodio: "Running Scared"                           | [ 186 ] |
| 2023 | Saturday Night Live      | Ella misma | Episodio: "Kate McKinnon/Billie Eilish"              | [ 187 ] |
| 2024 | CBeebies Bedtime Stories | Ella misma | Episodio: "Billie Eilish - This Moose Belongs to Me" | [ 188 ] |
| 2024 | Saturday Night Live      | Ella misma | Episodio: "Michael Keaton/Billie Eilish"             | [ 189 ] |

## Discografía

#### Álbumes de estudio
- 2019: When We All Fall Asleep, Where Do We Go?
- 2021: Happier Than Ever
- 2024: Hit Me Hard and Soft

## Giras

#### Como acto principal
- Don't Smile at Me Tour (2017)
- Where's My Mind Tour (2018)
- 1 by 1 Tour (2018–2019)
- When We All Fall Asleep Tour (2019)
- Where Do We Go? World Tour (2020)
- Happier Than Ever, The World Tour (2022–2023)
- Hit Me Hard and Soft: The Tour (2024–2025)

#### Como acto de apertura
- High as Hope Tour, de Florence and the Machine (2018-19)

## Premios y nominaciones
A lo largo de su carrera, Eilish ha obtenido distintos reconocimientos. Ha ganado nueve premios Grammy, entre estos álbum del año, grabación del año, canción del año y mejor artista nuevo. Es la primera artista femenina de la historia en ganar las cuatro categorías generales la misma noche, y apenas la segunda en general, tras Christopher Cross. Es, además, la artista más joven en la historia en ganar las categorías de álbum y grabación del año, con 18 años y 39 días al momento de sus victorias. Asimismo, con un total de 7 galardones, When We All Fall Asleep, Where Do We Go? es el álbum femenino más premiado en la historia de los Grammys, empatando a 21 (2011) de Adele. También ha sido receptora de nueve American Music Awards, cuatro iHeartRadio Music Awards, tres MTV Video Music Awards y tres Teen Choice Awards. Igualmente, ha ganado un premio Brit. El 27 de marzo de 2022 ganó un Premio Oscar a la "Mejor canción original" por "No time to die" y dos años más tarde, el 8 de enero de 2024, un Premio Globo de Oro en la misma categoría por "What was I made for?" ambos al lado de su hermano Finneas. El 4 de febrero de 2024 ganó el Grammy a la mejor canción escrita para una película. El 10 de marzo de 2024 Billie y Finneas consiguieron el Oscar por esta canción compuesta para la película Barbie. 
En la edición de los Premios AMA's 2025, Billie Eilish fue la artista más galardonada de la noche, obteniendo los premios a Mejor Artista del Año, Mejor Álbum del Año, Mejor Canción y Mejor Álbum Pop.